# أرونداتي
أرونداتي (بالإنجليزية: Arundhati)‏ هي ممثلة هندية، ولدت في 3 مارس 1991 في بنغالور في الهند.

## وصلات خارجية
- أرونداتي على موقع IMDb (الإنجليزية)
- أرونداتي على موقع قاعدة بيانات الفيلم (الإنجليزية)